# Блуменбах, Иоганн Фридрих
Иоганн Фридрих Блу́менбах (Блюменбах, нем. Johann Friedrich Blumenbach; 11 мая 1752, Гота — 22 января 1840, Гёттинген) — известный немецкий анатом, антрополог и естествоиспытатель; доктор медицины, профессор.
Член Гёттингенской академии наук (1784), иностранный член Лондонского королевского общества (1793), Парижской академии наук (1830; корреспондент с 1805), иностранный почётный член Петербургской академии наук (1826).

## Биография
Иоганн Фридрих Блуменбах родился 11 мая 1752 года в Тюрингии, в старинном городе Гота.
Учился в Йене, с 1776 года был профессором медицины и заведующим естественно-историческим кабинетом в Геттингене. Как magister Germaniae, Блуменбах высоко почитался своими современниками, привлекая своим могучим словом слушателей со всех концов мира. Величайшие его заслуги относятся к области сравнительной анатомии, для развития которой он много сделал как своим устным преподаванием, так и своей книгой «Handb. der vergleichenden Anatomie und Physiologie» (Геттинг., 3 изд. 1824), переведенной почти на все европейские языки. Любимым предметом его изучения была естественная история человека, и он первый установил деление на 5 человеческих рас, господствовавшее в науке почти до самого последнего времени. Всемирною известностью пользуется его коллекция черепов «Collectionis craniorum diversarum gentium decades VII» (Гетт., 1790—1820) и «Nova pentas collectionis suae craniorum» (1828, вновь обработана 1873 Игерингом), которыми положена твердая основа краниологии.
Как физиолог, он обратил на себя внимание трактатом «Ueber den Bildungstrieb und das Zeugungsgesch ä ft» (3 изд., 1791). Под «образовательным инстинктом», или образовательной силой, он понимал присущее всем органам стремление принимать определённую форму, удерживать эту форму при помощи питания и восстановлять её в случае повреждений. Вообще он различал пять начал жизни: чувствительность, раздражительность, собственно жизненную силу и упомянутый выше образовательный инстинкт, к проявлениям которого он причисляет не только питание и рост, но и оплодотворение.
Его руководство естественной истории («Handb. d. Naturgeschichte») выдержало 12 изд. (1780—1830; на русск. яз. пер. П. Наумовым и А. Теряевым, СПб., 1796; также его «Физиология» в пер. Ф. Барсук-Моисеева, СПб., 1796). В свою поездку в Англию, в конце XVIII века, он дружески сошёлся с тамошними естествоиспытателями. Целых 60 лет он продолжал свою академическую деятельность и сложил её только тогда, когда физические силы совсем изменили ему. Умер 22 января 1840 года.

## Расовая система классификации Блуменбаха

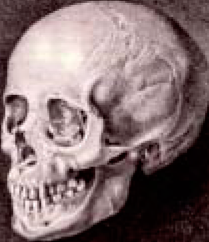
Череп, обнаруженный в 1795 году, выдвинутый Блуменбахом в качестве гипотезы о происхождении европейцев с Кавказа

На основе краниометричесих исследований Блуменбах разделил человеческие разновидности на пять рас:
- Кавказская — белая раса
- Монголоидная — жёлтая раса
- Малайская[англ.] — коричневая раса
- Негроидная — чёрная раса
- Американоидная — красная раса

В его классификации монголоидная раса включала всю Восточную Азию и некоторую часть Средней Азии. Блуменбах исключил народы Юго-восточных азиатских островов и тихоокеанских островитян из своего определения, так как он полагал, что они являются частью малайской расы. Он полагал, что индейцы являются частью американской расы.
Фридрих Блуменбах доказал, что физические характеристики, подобно цвету кожи, черепному профилю и т. п. скоррелированы с определёнными группами и способностями. Он интерпретировал краниометрику и френологию, чтобы доказать, что физические данные имеют связь с расовыми признаками.
Работа Блуменбаха включала его описание шестидесяти человеческих черепов, изданных первоначально в отдельных выпусках, как «Коллекционное иллюстрированное учебное пособие по краниометрике десятилетия» (Collectionis suae craniorum diversarum gentium illustratae Göttingen, 1790—1828). Это была основа краниологии.
Блуменбах считал идеалом человека, происхождение которого грузинское, полагая, что это прототип белого человека. Блуменбах писал:

Кавказский тип — для изучения я взял именно этот тип, горский тип Кавказа, потому как его южный склон производит самую красивую расу людей, под этой расой я в первую очередь подразумеваю грузин. Все физиологические признаки сводятся к этому. Таким образом мы должны с большой уверенностью утверждать, что Кавказ — это место рождения человечества.— Оригинал
Его ранние идеи были приняты другими исследователями и поощряли научный расизм. Работы Блуменбаха использовалась многими биологами и сравнительными анатомами в девятнадцатом веке, которые интересовались происхождением рас: Уильям Велльс, Уильям Лоуренс, Джеймс Причард, Генри Хаксли и Уильям Флауэр.